# Le Tilleul-Othon
Le Tilleul-Othon ist eine Ortschaft und eine Commune déléguée in der französischen Gemeinde Goupil-Othon mit 363 Einwohnern (Stand: 1. Januar 2018) im Département Eure in der Region Normandie (vor 2016 Haute-Normandie). Sie gehörte zum Arrondissement Bernay und zum Kanton Brionne. Die Einwohner werden Tilleul-Othonnais genannt.
Zum 1. Januar 2018 wurde die bis dahin eigenständige Kommune mit der Nachbargemeinden Goupillières als Commune nouvelle zur Gemeinde Goupil-Othon zusammengeschlossen.

## Geographie
Le Tilleul-Othon liegt etwa 28 Kilometer westnordwestlich von Évreux.

## Bevölkerungsentwicklung
| Jahr                       | 1962 | 1968 | 1975 | 1982 | 1990 | 1999 | 2006 | 2013 | 2018 |
| Einwohner                  | 287  | 293  | 315  | 311  | 295  | 280  | 377  | 371  | 363  |
| Quellen: Cassini und INSEE |      |      |      |      |      |      |      |      |      |

## Sehenswürdigkeiten
- Kirche Saint-Germain aus dem 14./15. Jahrhundert, seit 1961 Monument historique

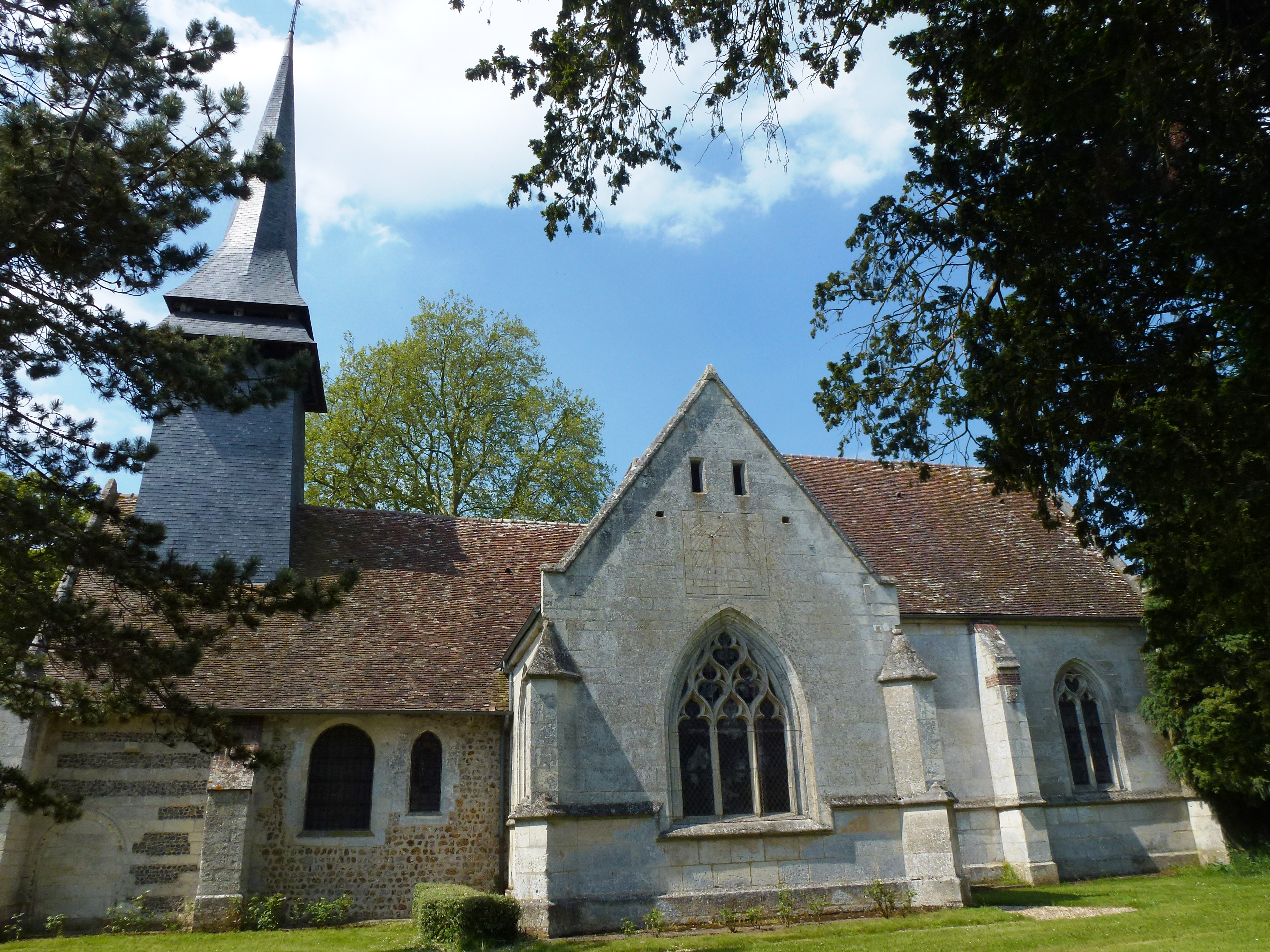
Kirche Saint-Germain